# Polygala usafuensis
Polygala usafuensis là một loài thực vật có hoa trong họ Polygalaceae. Loài này được Gürke miêu tả khoa học đầu tiên năm 1901.